# Lycodon multizonatus
Espèce
Synonymes
- Oligodon multizonatus Zhao & Jiang in Zhao, 1981

Lycodon multizonatus est une espèce de serpent de la famille des Colubridae.

## Répartition
Cette espèce est endémique de République populaire de Chine. Elle se rencontre dans l'ouest du Sichuan et dans le sud-est du Gansu. Elle est présente à environ 1 400 m d'altitude.

## Publication originale
- Zhao, 1981 : Studies on amphibians and reptiles of Mt. Gongga Shan, Sichuan, China. I. A new species and a new subspecies of snakes from Sichuan. Acta Herpetologica Sinica, vol. 5, no 7, p. 53-58.